# Cain (série)
Caim é uma série de televisão francesa com oito episódios de 52 minutos produzidos por Bertrand Arthuys e transmitida a partir de 5 de outubro  2012 no canal France 2. No Brasil a série começou a ser exibida no dia 23 de abril de 2013 as 22 horas no canal +Globosat. A série foi premiada na categoria "Melhor série" no Festival de Cinema de Luchon TV em 2012. Em 2014 será lançada uma segunda temporada.

## Sinopse
Esta série apresenta as principais investigações de assassinato realizadas pelo policial, capitão e tenente Frederick Caim Lucie Delambre. Frederick está em uma cadeira de rodas desde o seu acidente de moto, que ocorreu porque ele estava drogado e se acidentou em alta velocidade, o que durante a série gera piadas particularmente vorazes sobre isso. É terrível com os que vivem ao seu redor, e Lucy é a única que conseguiu resistir e suportá-lo pelo tempo de expediente. No entanto, é muito parecida com sua ex-esposa Gaëlle e seu filho Ben.

## Atores Principais
- Bruno Debrandt: Capitão Frederick Caim
- Julie Delarme: Tenente Lucie Delambre
- Frédéric Pellegeay: Comandante Jacques Moretti
- Anne Suarez: Gaëlle
- Smadi Wolfman: Dr. Elizabeth Stunia
- Davy Sanna: Ben